# Anthophora xanthostoma
Anthophora xanthostoma là một loài Hymenoptera trong họ Apidae. Loài này được Cockerell mô tả khoa học năm 1932.
Loài này phân bố ở Zimbabwe.